# Babette Backers
Babette Backers (2003) is een Nederlands hockeyspeelster. In clubverband is ze actief als doelverdediger bij HC Kampong. Sinds 2024 komt Backers eveneens uit voor de Nederlandse hockeyploeg. In 2021 en 2023 werd ze jeugdwereldkampioen op het WK -21 in Zuid-Afrika en het WK -21 in Chili.

## Biografie
Backers begon net als veel van haar familieleden met hockeyen bij HC Houten. Als C-junior stroomde ze door naar de selectie van de professionele hockeyclub HC Kampong. Sinds oktober 2022 is ze eerste doelverdediger van de club. Deze plek deelde ze eerst nog met de Ierse Ayeisha McFerran, totdat deze in 2023 vertrok naar HC Tilburg.
Backers kwam drie jaar uit voor het Nederlandse -16 Team om vervolgens eveneens uit te komen voor Nederland -18. Ze maakte onderdeel uit van de Nederlandse selectie op het EuroHockey jeugdkampioenschap waar ze een bronzen medaille won. In 2021 maakte ze ook haar debuut voor Nederland -21. Voor het junioren WK 2022 in Zuid-Afrika stond Backers oorspronkelijk op de reservelijst, maar nadat het eindtoernooi was uitgesteld werd ze tot vast onderdeel van de selectie benoemd. Backers keepte meerdere wedstrijden en werd met haar land wereldkampioen. Twee jaar later was ze eveneens van de partij op het WK -21 in Chili. Door de finale na een shoot-out te winnen gingen Backers en haar leeftijdsgenoten met een gouden medaille naar huis ging. Backers werd in november 2024 voor het eerst opgeroepen voor de Nederlandse hockeyploeg.

## Privé
Backers studeert geneeskunde.

## Internationale erelijst
- EK -21 in Santiago, Chili (2023)
- EK -21 in Potchefstroom, Zuid-Afrika (2021)
- EK -18 in Valencia, Spanje (2021)